# Maschinenfabrik Fahr
Die Maschinenfabrik Fahr war ein Hersteller von landwirtschaftlichen Maschinen mit Sitz in Gottmadingen, Landkreis Konstanz in Baden-Württemberg.

## Geschichte

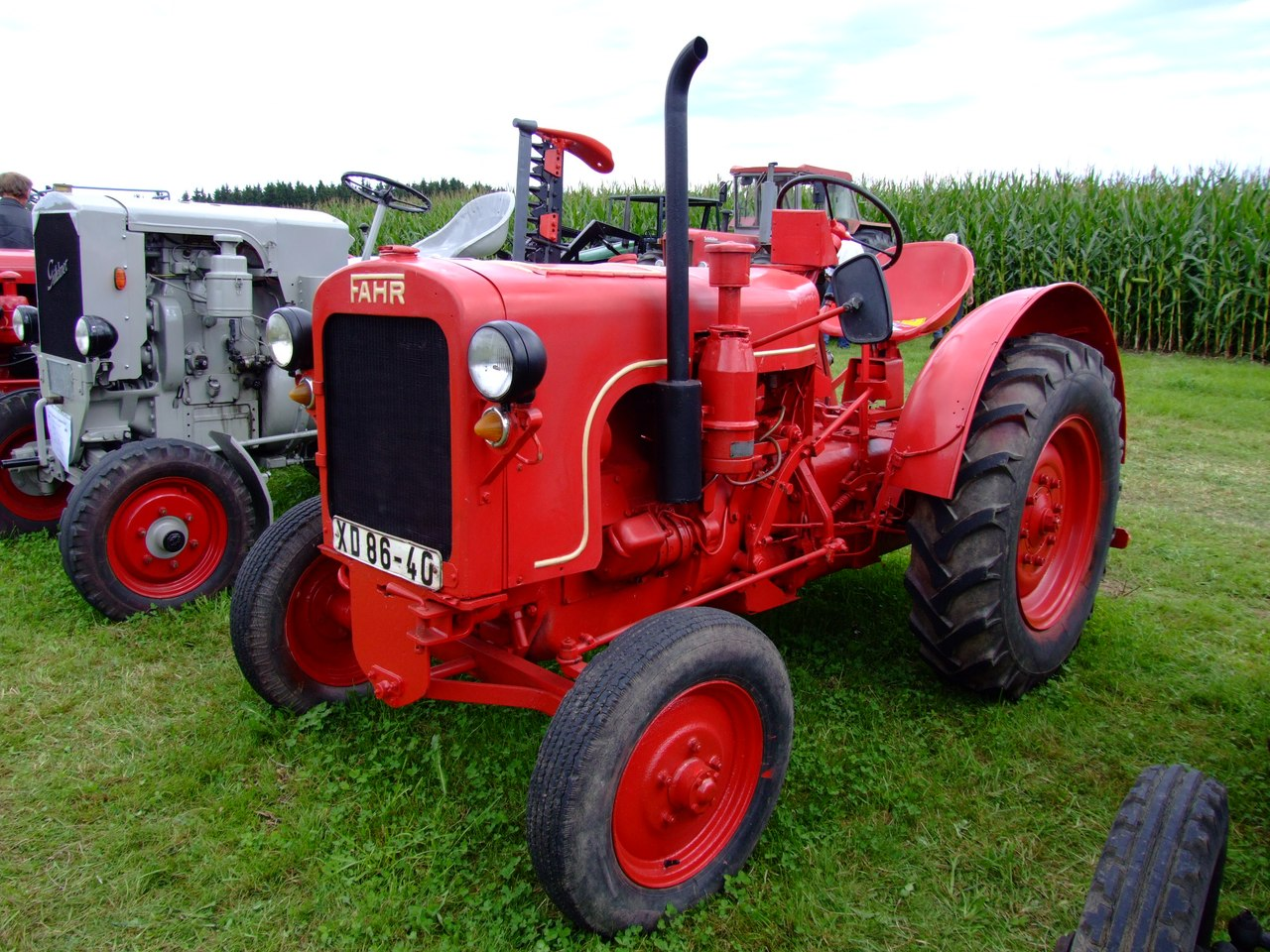
F22

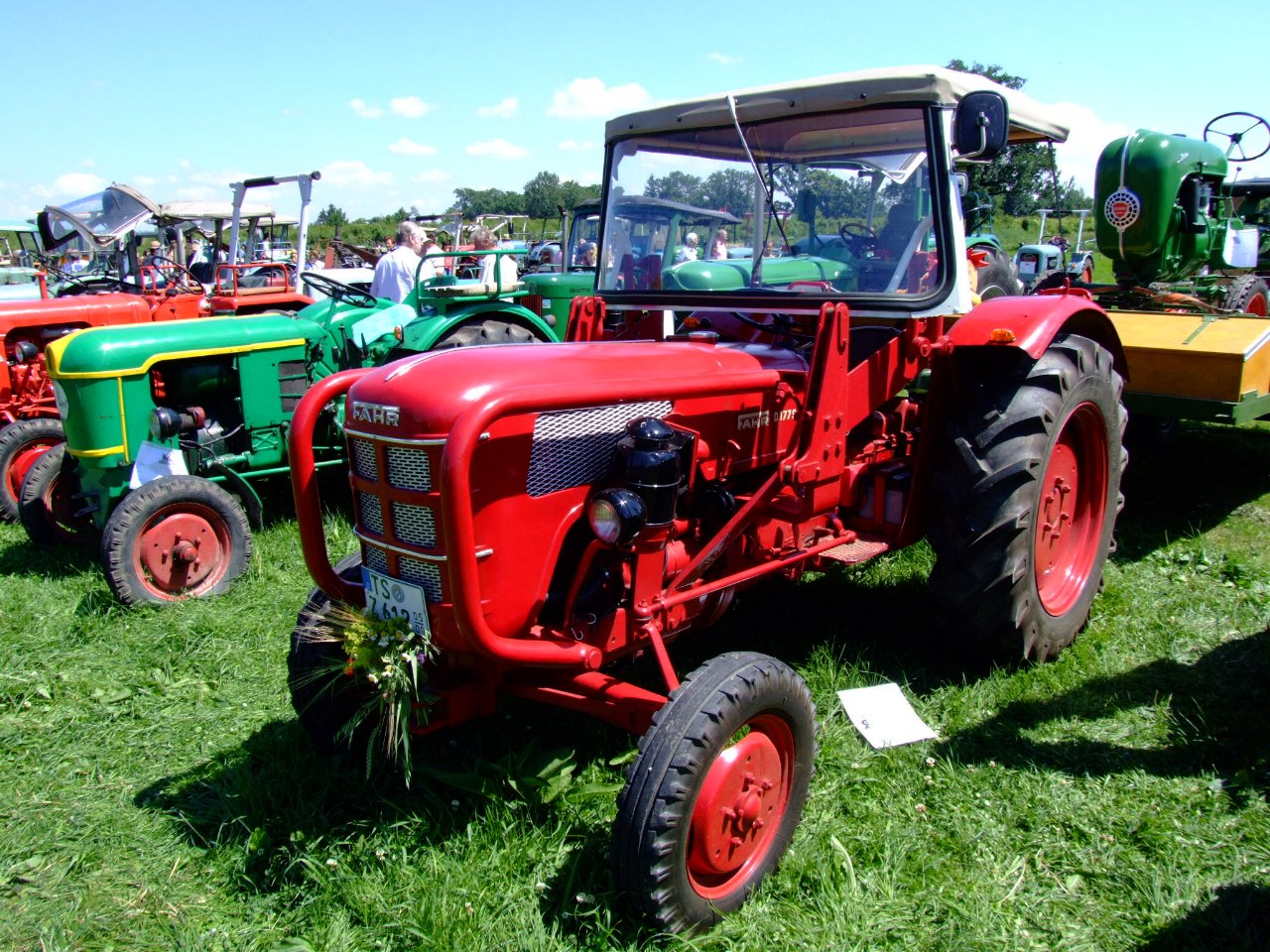
D177S, 1959

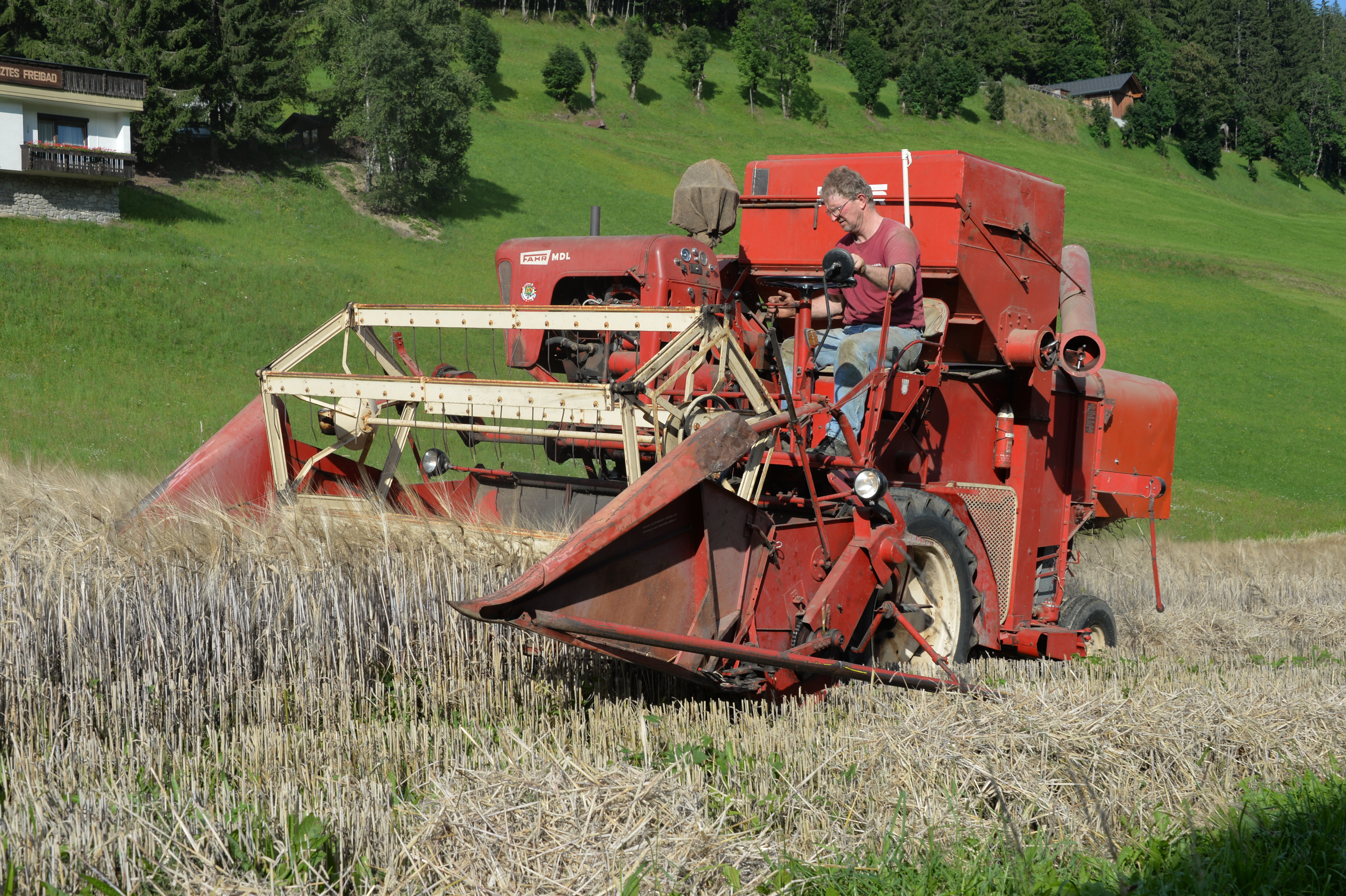
Mähdrescher MDL

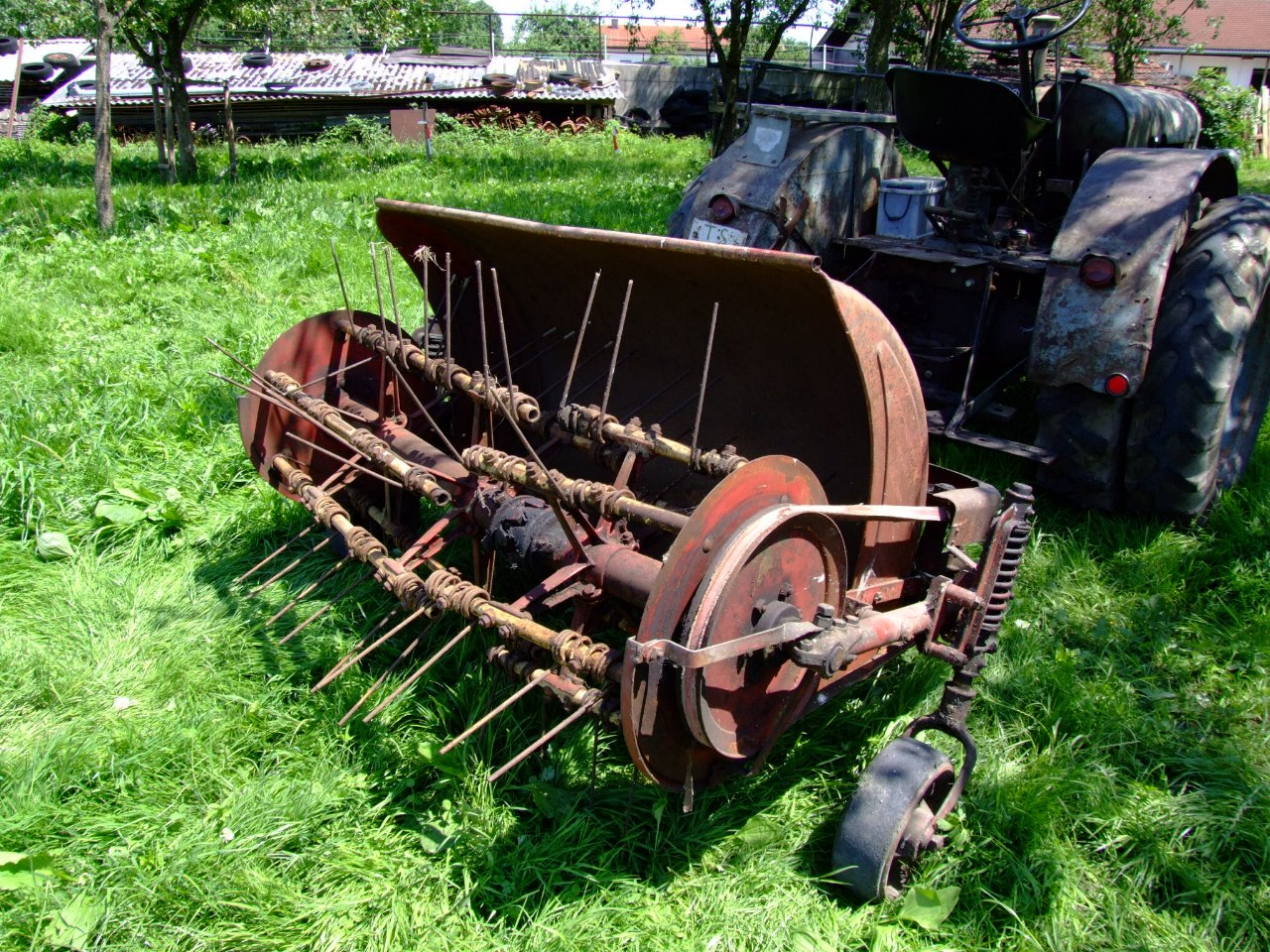
Heuwender

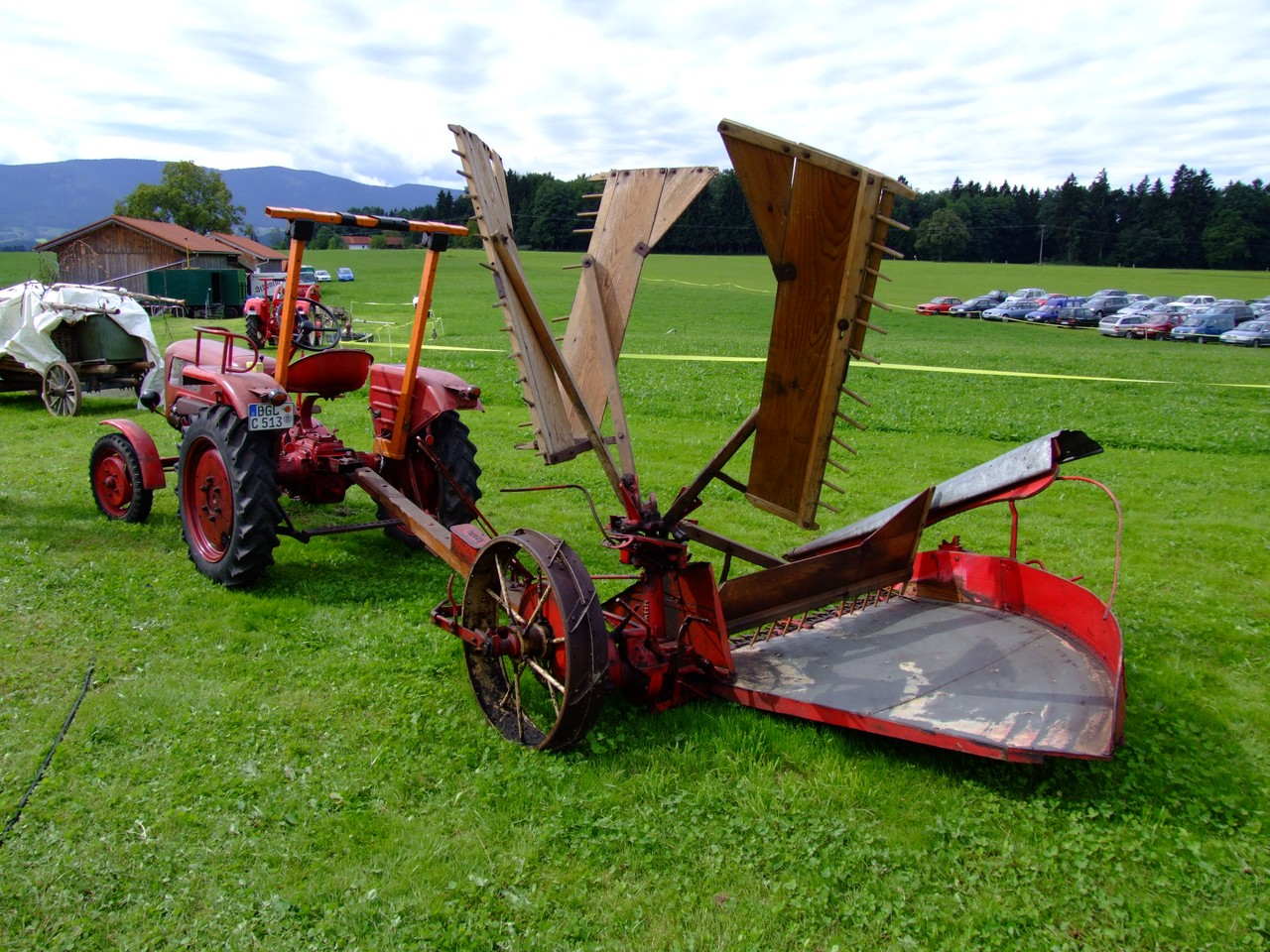
Fahr-Getreidemähmaschine an einem Fahr-Schlepper

Die Firma wurde 1870 von Johann Georg Fahr in Gottmadingen gegründet. 1892 wurde mit einer Eisengießerei in Stockach ein erstes Zweigwerk gegründet. 1903 wurde sie eine Offene Handelsgesellschaft, und Johann Georg Fahr übertrug die Leitung seinen beiden Söhnen und seinen zwei Schwiegersöhnen. Am 24. Oktober 1911 wurde das Unternehmen in eine Aktiengesellschaft umgewandelt, blieb jedoch in Familienbesitz.
1938 begann man bei Fahr mit der Traktorenproduktion. Die Motoren stammten überwiegend von Güldner und Deutz. Der erste Traktor von Fahr war der F22 mit einem 22 PS leistenden Motor von Deutz, das Getriebe stammte von Fahr selbst. Während des Zweiten Weltkriegs produzierte Fahr den Holzgastraktor HG25 und den F22, der aufgrund des Schell-Plans überarbeitet werden musste. Ergebnis war der Fahr T22, der sich äußerlich kaum vom F22 unterschied.
1951 zeigte Fahr auf der DLG-Ausstellung in Hamburg den ersten deutschen Selbstfahrmähdrescher. Ein Jahr später begann die Serienfertigung. Ebenfalls 1952 wurde mit der Fahr-Argentina S. R. L. in Buenos Aires ein Tochterunternehmen in Argentinien gegründet. Ab 1956 wurde das Farmobil hergestellt, von dem bis 1966 etwa 1.000 Stück produziert wurden. Die Fahrzeugbezeichnung »Farmobil« unterschied sich bewusst vom Firmennamen der Fahr AG, um den Begriff Farmmobil ins Gespräch zu bringen. Das Fahrzeug war ähnlich dem ersten Steyr-Puch Haflinger konzipiert. Ebenfalls 1955 wurde der Mähdrescher Fahr MDL vorgestellt. 1958 vereinbarte man eine Kooperation mit Güldner zur Produktion von Traktoren. Ein Jahr später stellten beide Hersteller die Europa-Reihe vor, deren Modelle weitgehend baugleich waren (wie zum Beispiel der Fahr D 132).
Neben dem Fahr-Landmaschinen- und -Schlepperwerk in Gottmadingen mit Konstruktion, Hammerwerk, Schmiede, mechanischer Fertigung, Blechnerei, Härterei, Materialprüfung, Endmontage, Fahrversuch und Versand unterhielt Fahr mit dem Werk Stockach eine Eisengießerei, in der bis zu 1000 Mitarbeiter Gussteile produzierten, und die Fahr-Zahnradfabrik in Karlsruhe.
1961 erwarb KHD 25 % des Aktienkapitals von Fahr, im folgenden Jahr wurde die Produktion von Fahr-Traktoren eingestellt. 1968 erwarb KHD die Mehrheit der Fahr-Aktien. Ein Jahr später übernahm KHD den Mähdrescherhersteller Ködel & Böhm. In dessen Werk wurden ab 1970 Maschinen unter der Marke Fahr hergestellt, sowie ab 1973 auch ein Abfallbeseitigungssystem. 1975 übernahm KHD die verbleibenden Fahr-Aktien. Fahr wurde zwei Jahre später vollständig in den Klöckner-Humboldt-Deutz-Konzern eingegliedert und bildete mit der Landmaschinensparte Deutz von nun an Deutz-Fahr. Unter diesem Markennamen wurden ab 1981 auch Traktoren gefertigt. 1984 ersetzte man das typische Rot, in dem die Landmaschinen von Fahr lackiert waren, durch das neue Hellgrün von Deutz-Fahr.
Ab 1988 wurde das Werk in Gottmadingen vom niederländischen Landmaschinenhersteller Greenland betrieben. Nachdem dieser durch den Konzern Kverneland übernommen worden war, wurde im Juli 2006 die Produktionsstätte in Gottmadingen geschlossen. Am Standort verblieb das sogenannte Kverneland-Kompetenzzentrum, das Heumaschinen und Festkammerpressen entwickelt.

## Börsenmantel
Im Juni 2000 kaufte die Finanzholding Sparta AG den Börsenmantel der Maschinenfabrik Fahr. Ein Jahr später im Juni 2001 erfolgte der Verkauf an eine internationale Investorengruppe um die Aktionäre der AIG AG mit einhergehender Umbenennung am 10. September 2001 in FAHR Beteiligungen AG und Verlagerung des Firmensitzes nach Köln. Fahr wiederum kaufte daraufhin die Industrieanlagentochter KHD Humboldt Wedag AG von der Deutz AG. In den Folgejahren kam es zu weiteren Umfirmierungen als MFC Industrial Holdings AG (15. Oktober 2004), KHD Humboldt Wedag International (Deutschland) AG (20. November 2006) und KHD Humboldt Wedag International AG (23. März 2010).